# Campionati italiani di sci alpino 2001
I Campionati italiani di sci alpino 2001 si sono svolti a Ponte di Legno dal 19 al 24 marzo. Il programma ha incluso gare di discesa libera, supergigante, slalom gigante, slalom speciale e combinata, tutte sia maschili sia femminili.
Trattandosi di competizioni valide anche ai fini del punteggio FIS, vi hanno partecipato anche sciatori di altre federazioni, senza che questo consentisse loro di concorrere al titolo nazionale italiano.

## Risultati

### Uomini

#### Discesa libera
| Pos. | Atleta             | Nazione | Tempo   |
| ---- | ------------------ | ------- | ------- |
| 1    | Matteo Berbenni    | Italia  | 1:44,34 |
| 2    | Daniel Dorigo      | Italia  | 1:45,35 |
| 3    | Patrick Staudacher | Italia  | 1:45,51 |
| 4    | Giorgio Gros       | Italia  | 1:45,58 |
| 5    | Lorenzo Galli      | Italia  | 1:45,78 |
| 6    | Luca Cattaneo      | Italia  | 1:45,83 |
| 7    | Kurt Sulzenbacher  | Italia  | 1:45,99 |
| 8    | Maurizio Feller    | Italia  | 1:46,33 |
| 9    | Patrick Trocker    | Italia  | 1:46,51 |
| 10   | Alessandro Fattori | Italia  | 1:46,65 |

Data: 19 marzo

#### Supergigante
| Pos. | Atleta             | Nazione | Tempo   |
| ---- | ------------------ | ------- | ------- |
| 1    | Patrick Staudacher | Italia  | 1:22,91 |
| 2    | Matteo Berbenni    | Italia  | 1:22,95 |
| 3    | Walter Girardi     | Italia  | 1:23,02 |
| 4    | Reinhard Leiter    | Italia  | 1:23,24 |
| 5    | Maruzio Feller     | Italia  | 1:23,35 |
| 6    | Alex Happacher     | Italia  | 1:23,41 |
| 7    | Ludwig Sprenger    | Italia  | 1:23,45 |
| 8    | Giorgio Gros       | Italia  | 1:23,46 |
| 9    | Alessandro Fattori | Italia  | 1:23,49 |
| 10   | Patrick Holzer     | Italia  | 1:23,87 |

Data: 21 marzo

#### Slalom gigante
| Pos. | Atleta                | Nazione | Tempo   |
| ---- | --------------------- | ------- | ------- |
| 1    | Massimiliano Blardone | Italia  | 2:04,19 |
| 2    | Patrick Cogoli        | Italia  | 2:05,49 |
| 3    | Davide Simoncelli     | Italia  | 2:05,67 |
| 4    | Giancarlo Bergamelli  | Italia  | 2:06,10 |
| 5    | Alan Perathoner       | Italia  | 2:06,23 |
| 6    | Stefano Pergher       | Italia  | 2:06,32 |
| 7    | Walter Girardi        | Italia  | 2:06,43 |
| 8    | Stefan Fischnaller    | Italia  | 2:06,51 |
| 9    | Patrick Thaler        | Italia  | 2:06,68 |
| 10   | Matteo Brogliatto     | Italia  | 2:07,16 |

Data: 24 marzo

#### Slalom speciale
| Pos. | Atleta                         | Nazione   | Tempo   |
| ---- | ------------------------------ | --------- | ------- |
| 1    | Hannes Paul Schmid             | Italia    | 1:42,57 |
| 2    | Giorgio Rocca                  | Italia    | 1:42,64 |
| 3    | Cristian Javier Simari Birkner | Argentina | 1:43,25 |
| 3    | Davide Simoncelli              | Italia    | 1:43,25 |
| 5    | Fabrizio Tescari               | Italia    | 1:43,26 |
| 6    | Marco Pastore                  | Germania  | 1:43,35 |
| 7    | Omar Longhi                    | Italia    | 1:43,41 |
| 8    | Alexander Prosch               | Italia    | 1:43,42 |
| 9    | Giancarlo Bergamelli           | Italia    | 1:43,44 |
| 10   | Alan Perathoner                | Italia    | 1:43,55 |

Data: 23 marzo

#### Combinata
| Pos. | Atleta             | Nazione |
| ---- | ------------------ | ------- |
| 1    | Patrick Staudacher | Italia  |
| 2    | Luca Tiezza        | Italia  |
| 3    | Peter Fill         | Italia  |

Data:

### Donne

#### Discesa libera
| Pos. | Atleta             | Nazione | Tempo   |
| ---- | ------------------ | ------- | ------- |
| 1    | Patrizia Bassis    | Italia  | 1:16,38 |
| 2    | Daniela Ceccarelli | Italia  | 1:16,77 |
| 3    | Chiara Maj         | Italia  | 1:16,78 |
| 4    | Lucia Recchia      | Italia  | 1:17,20 |
| 5    | Marta Antonioli    | Italia  | 1:17,22 |
| 6    | Barbara Kleon      | Italia  | 1:17,29 |
| 7    | Alessandra Merlin  | Italia  | 1:17,35 |
| 8    | Elena Tagliabue    | Italia  | 1:17,74 |
| 9    | Alexandra Coletti  | Italia  | 1:17,88 |
| 10   | Katia Santus       | Italia  | 1:17,89 |

Data: 23 marzo

#### Supergigante
| Pos. | Atleta             | Nazione | Tempo   |
| ---- | ------------------ | ------- | ------- |
| 1    | Patrizia Bassis    | Italia  | 1:21,16 |
| 2    | Karen Putzer       | Italia  | 1:21,79 |
| 3    | Daniela Ceccarelli | Italia  | 1:22,07 |
| 4    | Barbara Kleon      | Italia  | 1:22,12 |
| 5    | Lucia Recchia      | Italia  | 1:22,94 |
| 6    | Angelika Grüner    | Italia  | 1:23,24 |
| 7    | Lydia Krautgartner | Italia  | 1:24,28 |
| 8    | Verena Stuffer     | Italia  | 1:24,32 |
| 9    | Katia Santus       | Italia  | 1:24,37 |
| 10   | Alexandra Coletti  | Italia  | 1:24,48 |

Data: 24 marzo

#### Slalom gigante
| Pos. | Atleta                | Nazione | Tempo   |
| ---- | --------------------- | ------- | ------- |
| 1    | Maddalena Planatscher | Italia  | 2:25,78 |
| 2    | Silke Bachmann        | Italia  | 2:27,28 |
| 3    | Sonia Viérin          | Italia  | 2:27,37 |
| 4    | Claudia Morandini     | Italia  | 2:28,63 |
| 5    | Manuela Mölgg         | Italia  | 2:29,01 |
| 6    | Alessia Pittin        | Italia  | 2:29,33 |
| 7    | Daniela Bagnara       | Italia  | 2:30,04 |
| 8    | Elisabetta Biavaschi  | Italia  | 2:30,18 |
| 9    | Bettina Zago          | Italia  | 2:30,21 |
| 10   | Angelika Grüner       | Italia  | 2:30,36 |

Data: 19 marzo

#### Slalom speciale
| Pos. | Atleta                | Nazione   | Tempo   |
| ---- | --------------------- | --------- | ------- |
| 1    | Elisabetta Biavaschi  | Italia    | 1:40,79 |
| 2    | Maddalena Planatscher | Italia    | 1:41,07 |
| 3    | Angelika Grüner       | Italia    | 1:41,26 |
| 4    | Emma Pezzedi          | Italia    | 1:41,47 |
| 5    | Silke Bachmann        | Italia    | 1:41,64 |
| 6    | Barbara Milani        | Italia    | 1:41,90 |
| 7    | Manuela Mölgg         | Italia    | 1:42,14 |
| 8    | Petra Zakouřilová     | Rep. Ceca | 1:42,21 |
| 9    | Beatrice Boglio       | Italia    | 1:42,28 |
| 10   | Nika Fleiss           | Croazia   | 1:22,42 |

Data: 20 marzo

#### Combinata
| Pos. | Atleta          | Nazione |
| ---- | --------------- | ------- |
| 1    | Angelika Grüner | Italia  |
| 2    | Manuela Mölgg   | Italia  |
| 3    | Alessia Pittin  | Italia  |

Data: